# Печаткино (станция)
Печаткино — железнодорожная станция в городе Сокол, Вологодская область, Россия, на линии Вологда I — Коноша I Северной железной дороги.

## История
Станция была открыта в 1917 году на действующей линии в ходе её перешивки с узкой на широкую колею. В 1923 году от разъезда Печаткино был проложен подъездной путь длиной 4622 м до фабрики «Сокол», по которому помимо прочего курсировал состав из 2-3 пассажирских вагонов, подвозивший горожан к поездам, следовавшим через Печаткино. Также от этой ветки был проложен путь до лесозавода № 44.
В 1939 году линия, проходящая через станцию, получила второй путь, тогда же были построены новые железнодорожные мосты через Сухону.
В 1960-х годах движение подвозного пассажирского состава от целюллозно-бумажного комбината прекратилось.
На 1981 год на станции выполнялась выдача грузов на подъездных путях, а также продажа билетов на пригородные поезда. В 1980-х годах от Печаткино был построен подъездной путь к гидролизно-дрожжевому заводу. В 1987 году станция была электрифицирована в составе участка Вологда I — Коноша I, при этом рядом со станцией Печаткино появилась тяговая подстанция, куда от станции был проложен подъездной путь.
В августе 2024 года станция начала формировать контейнерные поезда в Китай для перевозки бумаги, произведённой в Соколе.

## Описание
Станция Печаткино находится в одноимённом микрорайоне в северной части городского поселения Сокол, отделённого от основной городской застройки. Она расположена на линии Вологда I — Коноша I Северной железной дороги и электрифицирована переменным током напряжением 25 кВ.
На станции имеется здание вокзала, действуют кассы и туалет. Производится продажа билетов на пассажирские поезда дальнего и местного следования, выдача багажа и грузов производится на подъездных путях. Через станцию с остановкой следуют пригородные поезда по маршруту Вологда-I — Коноша-I.